# Omniglot
Omniglot (/ˈɒmnɪˌɡlɒt/) é uma enciclopédia online com foco em línguas e sistemas de escrita.
O nome "Omniglot" vem do prefixo latino "omni" (que significa "todos") e da raiz grega "glot" (que significa "língua").

## História
O site foi lançado pelo linguista Simon Agerem 1998, originalmente destinado a ser um serviço de web design e tradução. Como Ager coletou e adicionou mais informações sobre idiomas e vários sistemas de escrita, o projeto evoluiu para uma enciclopédia de línguas e escritas.
A partir de julho de 2017, o número de idiomas detalhados no site excede 1.000.